# Anderssonøyane
Anderssonøyane est un archipel norvégien composé de deux îles et deux rochers à l'ouest de l'île de Barentsoya au Svalbard. Le point culminant, non nommé, atteint 10 mètres sur la plus grande ile.
L'archipel des Anderssonøyane est nommé d'après Charles John Andersson (1828-67), explorateur et naturaliste suédois. La première personne à débarquer sur l'île est certainement l'explorateur et ornithologue allemand Theodor von Heuglin, le 25 août 1870 lors de son   expédition au Svalbard en 1870-71.